# رید پریدی
ویلیام رید پریدی (به انگلیسی: William Reid Priddy) معروف به رید پریدی، (متولد ۱ اکتبر ۱۹۷۷ در ریچموند، ویرجینیا، آمریکا) بازیکن تیم ملی والیبال آمریکا است. پریدی به عنوان یکی از بهترین پشت خط زن‌های آمریکا محسوب می‌شود.

## زندگی شخصی
پریدی در ریچموند، ویرجینیا به دنیا آمد.
پریدی از دبیرستان مانتین فونت در فونیکس، آریزونا فارغ‌التحصیل شد و در همان اولین سال دانشکده خود، دانشگاه ایالت آریزونا، سال ۱۹۹۶ در مسابقات والیبال شرکت کرد. پرایدی در سال ۲۰۰۰ از دانشگاه لویولا مریمانت با تحصیل در رشته مطالعات ارتباطات فارغ‌التحصیل شد. پریدی در ادامه دانشگاه ایالتی کالیفرنیا در نورتریج و دانشگاه کالیفرنیا، سانتا باربارا استخدام شد. پریدی در تاریخ ۱۰ مارس ۲۰۰۷ با لیندسی پیرس ازدواج کرد.

## حرفه‌ای

### تیم ملی
ویلیام اولین بازی ملی خود را در سال ۱۹۹۹ در بازی‌های پان امریکن انجام داد. پریدی به همراه تیم ملی آمریکا موفق به کسب مدال طلا بازی‌های المپیک تابستانی ۲۰۰۸ و مدال برنز المپیک ریو ۲۰۱۶ شد.